# 乔纳森·威尔金森
乔纳森·D·威尔金森（英語：Jonathan D. Wilkinson，1965年6月11日—）PC MP，加拿大政治家。威尔金森曾于2018年至2019年任渔业、海洋和加拿大海岸警卫部长，2019年至2021年任环境与气候变化部长，2021年10月起担任自然资源部（现能源和自然资源部长）。